# P&O Ferries
La P&O Ferries è una società del gruppo Peninsular and Oriental Steam Navigation Company (P&O) nata dalla fusione di una serie di servizi di traghetto che operano dal Regno Unito per l'Irlanda e l'Europa continentale (Francia, Belgio, Paesi Bassi e Spagna), precedentemente operati, in tempi diversi, sotto i nomi di Pandoro Ltd, P&O European Ferries, P&O Portsmouth, P&O North Sea Ferries, P&O Irish Sea e la joint venture P&O Stena Line.

## Storia
La P&O gestiva i servizi di traghetto nel Regno Unito dalla fine del 1960, nel Mare del Nord e nel Canale della Manica. Alla fine del 1970 la P&O è stata influenzata da una riduzione delle attività di trasporto tradizionali, che ha visto la vendita di un certo numero di sue imprese e delle attività; questa è proseguita nel 1985 con la vendita delle sue attività di European Ferries, che all'epoca era composta dai servizi sulla rotta Dover-Boulogne e Southampton-Le Havre.
Nel gennaio dell'anno successivo, la P&O ha acquistato il 50,01% della European Financial Holdings Ltd, che deteneva il 20,8% delle azioni in European Ferries; nel 1987 seguì l'acquisto delle restanti azioni del gruppo European Ferries, i cui servizi via traghetto utilizzavano il marchio Townsend Thoresen. Il 22 ottobre 1987, sette mesi dopo il disastro del Herald of Free Enterprise avvenuto nel marzo 1987, le operazioni di Townsend Thoresen furono rinominate P&O European Ferries. A seguito di una consultazione con la Commissione per la concorrenza a partire dal 28 novembre 1996, P&O European Ferries si suddivise in tre società distinte: P&O Portsmouth, P&O North Sea e una joint venture tra P&O e la società svedese Stena AB per creare la P&O Stena Line a Dover.
Nell'aprile 2002, P&O annunciò la sua intenzione di acquistare una quota del 40% della joint venture Stena Line. L'acquisto fu completato entro agosto e nel mese di ottobre del 2002. Nel settembre 2004, P&O Ferries Ltd condusse una revisione di business che si concluse con l'annuncio della chiusura di molte delle sue rotte a lungo termine dalla base di Portsmouth, lasciando solo la rottal Portsmouth - Bilbao in funzione. Queste chiusure furono prevalentemente imputate all'espansione delle compagnie low-cost e all'uso crescente del tunnel sotto la Manica come alternativa più veloce al traghetto.
Il 15 gennaio 2010, P&O Ferries annunciò che sarebbe stata chiusa la rotta Portsmouth - Bilbao entro la fine di settembre. Ciò ha significato la chiusura della tratta servita da P&O Ferries verso Portsmouth.
Il 17 marzo 2022, P&O Ferries ha interrotto improvvisamente le sue operazioni, annullando tutte le partenze e scaricando passeggeri e merci. 800 persone di nazionalità britannica hanno perso il lavoro. I posti di lavoro vacanti sono stati riempiti da lavoratori provenienti da agenzie di terze parti. Alla luce di quanto accaduto, il governo britannico ha annunciato che rivedrà i suoi contratti con la compagnia.

## Flotta[3]
| Tipo                    | Traghetto           | Stazza (t.s.l.) | Lunghezza (m) | Passeggeri | Auto | Metri lineari carico merci | Velocità in nodi | Anno di costruzione | Note                        | Immagine |
| ----------------------- | ------------------- | --------------- | ------------- | ---------- | ---- | -------------------------- | ---------------- | ------------------- | --------------------------- | -------- |
| Ro-Ro                   | Norstream           | 19.992          | 180           | 12         | /    | 2.630                      | 20,5             | 1999                |                             |          |
| Ro-Ro                   | Norsky              | 19.992          | 180           | 12         | /    | 2.630                      | 20,5             | 1999                |                             |          |
| Cruise Ferry            | Pride of Hull       | 59.995          | 215,44        | 1360       | 250  | 3.300                      | 22               | 2001                |                             |          |
| Cruise Ferry            | Pride of Rotterdam  | 59.995          | 215,44        | 1360       | 250  | 3.300                      | 22               | 2001                |                             |          |
| Cruise Ferry            | Spirit of France    | 47.592          | 213           | 2000       | 195  | 2.700                      | 22               | 2012                |                             |          |
| Cruise Ferry            | Oscar Wilde         | 47.592          | 213           | 2000       | 195  | 2.700                      | 22               | 2011                | In noleggio a Irish Ferries |          |
| Ro-Pax                  | European Causeway   | 20.646          | 159,5         | 410        | 315  | 1.750                      | 22,7             | 2000                |                             |          |
| Ro-Pax                  | European Highlander | 20.464          | 162,7         | 410        | 315  | 1.825                      | 22,5             | 2002                |                             |          |
| Traghetto bidirezionale | P&O Pioneer         | 47.394          | 230           | 1500       | 200  | 2.800                      | 20,8             | 2023                |                             |          |
| Traghetto bidirezionale | P&O Liberté         | 47.394          | 230           | 1500       | 200  | 2.800                      | 20,8             | 2023                |                             |          |
| Ro-Ro                   | Longstone           | 32.887          | 209,79        | /          | /    | 4.076                      | 20,6             | 2019                | Noleggiato da DFDS          |          |

## Flotta del passato
| Traghetto           | Anno di costruzione | Stazza (t.s.l.) | Capacità passeggeri | Capacità carico | Anni di servizio per P&O | Stato attuale                                     | Immagine |
| ------------------- | ------------------- | --------------- | ------------------- | --------------- | ------------------------ | ------------------------------------------------- | -------- |
| European Seaway     | 1991                | 22.986          | 220                 | 1.925 m.l.      | 1991-2021                | Attuale Blue Wave Harmony                         |          |
| Norcape             | 1979                | 14.087          | 12                  | 1692 m.l.       | 1979-2011                | Demolito ad Aliağa nel 2011                       |          |
| Norking             | 1989                | 17.884          | 12                  | 2.100 m.l.      | 1997-2011 (noleggio)     | Demolito ad Aliağa nel 2017 come Ali              |          |
| Norqueen            | 1980                | 17.884          | 12                  | 2.100 m.l.      | 1997-2011 (noleggio)     | Attuale Super Shuttle Roro 9                      |          |
| Pride Of York       | 1987                | 31.785          | 1258                | 850 auto        | 1987-2021                | Demolito ad Aliağa nel 2025 come Ari              |          |
| Pride Of Bruges     | 1987                | 31.785          | 1258                | 850 auto        | 1987-2021                | Attuale GNV Antares per GNV                       |          |
| Pride Of Aquitaine  | 1991                | 28.883          | 1400                | 710 auto        | 1999-2005                | Attuale Isle of Innisfree per Irish Ferries       |          |
| Pride Of Burgundy   | 1992                | 28.138          | 1320                | 600 auto        | 1993-2023                | Demolito ad Aliağa nel 2023                       |          |
| Pride Of Calais     | 1987                | 26.443          | 2260                | 650 auto        | 1987-2012                | Demolito ad Aliağa nel 2013 come Ostende Spirit   |          |
| P&O Canterbury      | 1980                | 25.122          | 1800                | 500 auto        | 1998-2003                | Attuale Wawel di Polferries                       |          |
| Pride Of Cherbourg  | 1995                | 22.365          | 1650                | 600 auto        | 2002-2005                | Attuale Kaitaki per Toll Shipping                 |          |
| Pride Of Dover      | 1987                | 26.443          | 2260                | 650 auto        | 1987-2012                | Demolito ad Aliağa nel 2012 come Pride            |          |
| P&O Kent            | 1980                | 20.446          | 1892                | 461 auto        | 1987-2002                | Demolito ad Aliağa nel 2012 come Anthi Marina     |          |
| Pride Of Provence   | 1980                | 16.494          | 2204                | 600 auto        | 1998-2005                | Demolito ad Alang nel 2011 come Pride of Telemark |          |
| Pride of Bilbao     | 1986                | 37.583          | 2500                | 580 auto        | 2002-2010 (noleggio)     | Attuale Moby Orli per Moby Lines                  |          |
| Pride Of Le Havre   | 1989                | 35.000          | 1716                | 575 auto        | 2002-2005 (noleggio)     | Attuale GNV Cristal per GNV                       |          |
| Pride Of Portsmouth | 1990                | 35.000          | 1716                | 575 auto        | 2002-2005 (noleggio)     | Attuale GNV Atlas per GNV                         |          |
| HSC Express         | 1998                | 5.902           | 900                 | 220 auto        | 2003-2015 (noleggio)     | Attuale SuperExpress per Golden Star Ferries      |          |
| Brave Merchant      | 1999                | 22.046          | 200                 | 2.000 m.l.      | 2003 (noleggio)          | Attuale Aquarius Brasil                           |          |
| Stena Shipper       | 1979                | 5.120           | 12                  | 2.800 m.l.      | 2004 (noleggio)          | Demolito ad Alang nel 2011 come R. Shipper        |          |
| HSC Max Mols        | 1998                | 5.617           | 900                 | 240 auto        | 2004 (noleggio)          | Attuale Max per Seajets                           |          |
| Bore Mari           | 1991                | 5.972           | /                   | 1.300 m.l.      | 2004 (noleggio)          | Attuale Marin                                     |          |
| RR Triumph          | 1997                | 7.606           | 12                  | 1.057 m.l.      | 2004-2007 (noleggio)     | Attuale Helliar                                   |          |
| Global Carrier      | 1978                | 5.539           | 12                  | 1.700 m.l.      | 2006-2008 (noleggio)     | Demolito ad Aliağa nel 2012                       |          |
| Global Freighter    | 1977                | 5.539           | 12                  | 1.700 m.l.      | 2007-2008 (noleggio)     | Demolito nel 2011 ad Alang                        |          |
| Hoburgen            | 1986                | 9.080           | 12                  | 1.225 m.l.      | 2007-2009 (noleggio)     | Attuale Lider Bordo Mavi                          |          |
| Calibur             | 1976                | 9.737           | 12                  | 1.322 m.l       | 2007-2008 (noleggio)     | Affondato nel 2014 come Amadeo                    |          |
| European Endeavour  | 2000                | 22.152          | 214                 | 2.130 m.l.      | 2007-2019                | Attuale Finbo Cargo per Eckerö Line               |          |
| Ursine              | 1978                | 16.497          |                     |                 | 2007-2008 (noleggio)     | Demolito ad Alang nel 2010 come Winner 2          |          |
| European Trader     | 1978                | 17.068          | 12                  | 2.160 m.l.      | 2008-2012 (noleggio)     | Demolito ad Aliağa nel 2012                       |          |
| Tor Futura          | 1996                | 18.469          | 12                  | 2.025 m.l.      | 2008 (noleggio)          | Attuale Ark Futura                                |          |
| Tor Baltica         | 1977                | 6.182           | 12                  | 1.886           | 2011 (noleggio)          | Demolito ad Alang nel 2011 come Balticum          |          |
| Pride Of Canterbury | 1991                | 30.635          | 2000                | 650 auto        | 1991-2024                | Demolito ad Aliağa nel 2024                       |          |
| Pride Of Kent       | 1992                | 30.635          | 2000                | 650 auto        | 1992-2023                | Demolito ad Aliağa nel 2023                       |          |

## Rotte
P&O Ferries ha operato sulle seguenti rotte.

### Rotte passeggeri/merci
- Ardrossan - Larne (-2001?) - Trasferito a Troon
- Dover - Calais (1987-Present)
- Dover - Boulogne (~ 1965-1985)
- Dover - Zeebrugge (1987-2002)
- Fleetwood - Larne (1973-2004) - Trasferito a Stena Line
- Hull - Rotterdam (1996-Present)
- Hull - Zeebrugge (1996-Present)
- Larne - Cairnryan
- Larne - Troon (2001-Present)
- Liverpool - Belfast (1971-1981)
- Liverpool - Dublino
- Mostyn - Dublino (2001-2004)
- Portsmouth - Cherbourg (1987-2005)
- Portsmouth - Le Havre (1987-2005)
- Portsmouth - Caen (2004)
- Portsmouth - Bilbao (1993-2010)
- Rosslare - Cherbourg (1993-2005) - Trasferito a Celtic Link Ferries
- Southampton - Le Havre (1967-1985) - Trasferito a Normandia Ferries Ltd

### Rotte solo merci
- Dover - Zeebrugge
- Teesport - Rotterdam
- Teesport - Zeebrugge
- Tilbury - Zeebrugge
- Troon - Larne (tutto l'anno)